# Ternana Women 2025-2026
Questa voce raccoglie le informazioni riguardanti la Ternana Women SSDARL nelle competizioni ufficiali della stagione 2025-2026.

## Stagione
La stagione della Ternana Women si è aperta con la conferma di Antonio Cincotta, allenatore della promozione in Serie A, alla guida tecnica della squadra, e con un'intensa attività durante la sessione estiva di calciomercato per adeguare la rosa delle Fere alla maggiore competitività del prossimo campionato.

## Divise e sponsor
Il completo da gioco ripropone la medesima grafica della squadra maschile della Ternana. Main sponsor è Unicusano, quello tecnico Macron.
| Casa | Trasferta |

## Organigramma societario

### Staff tecnico
Organigramma tratto dal sito ufficiale, aggiornato al 3 agosto 2025.
Area tecnica
- Allenatore: Antonio Cincotta
- Allenatore in seconda: Donato Liso
- Preparatore dei portieri: Matteo Taddei
- Preparatore atletico: Francesco Zammarchi
- Recupero infortunati: Jacopo Giuliani
- Fisioterapisti: Michael Listanti, Federico Petrucci

Area medica
- Consulente medico sanitario: dott. Francesco Corsetti
- Medico sociale: dott.ssa Gloria Guerrini
- Medico dello sport: dott. Giovanni Morgana
- Nutrizionista: dott. Marco Ballerini

## Rosa
Rosa, ruoli e numeri di maglia tratti dal sito ufficiale, aggiornati al 3 agosto 2025.
| N. |                       | Ruolo | Calciatrice                 |
| -- | --------------------- | ----- | --------------------------- |
| 1  | Italia (bandiera)     | P     | Viola Bartalini             |
| 3  | Germania (bandiera)   | C     | Stephanie Breitner          |
| 4  | Italia (bandiera)     | D     | Eleonora Pacioni (capitano) |
| 5  | Italia (bandiera)     | D     | Laura Peruzzo               |
| 6  | Italia (bandiera)     | D     | Heden Corrado               |
| 7  | Portogallo (bandiera) | A     | Adriana Gomes               |
| 8  | Italia (bandiera)     | C     | Lucia Pastrenge             |
| 11 | Italia (bandiera)     | A     | Valeria Pirone              |
| 12 | Italia (bandiera)     | P     | Gloria Ciccioli             |
| 13 | Romania (bandiera)    | P     | Katia Ghioc                 |
| 14 | Italia (bandiera)     | A     | Maddalena Porcarelli        |
| 15 | Italia (bandiera)     | A     | Eleonora Ferraresi          |
| 16 | Italia (bandiera)     | C     | Claudia Ciccotti            |

| N. |                       | Ruolo | Calciatrice            |
| -- | --------------------- | ----- | ---------------------- |
| 17 | Italia (bandiera)     | A     | Camilla Labate         |
| 18 | Italia (bandiera)     | C     | Chiara Vigliucci       |
| 19 | Italia (bandiera)     | D     | Francesca Quazzico     |
| 20 | Italia (bandiera)     | A     | Giada Pellegrino Cimò  |
| 21 | Italia (bandiera)     | A     | Maria Grazia Petrara   |
| 22 | Slovenia (bandiera)   | D     | Kaja Eržen             |
| 23 | Italia (bandiera)     | C     | Alice Regazzoli        |
| 24 | Italia (bandiera)     | D     | Marika Massimino       |
| 27 | Italia (bandiera)     | C     | Virginia Di Giammarino |
| 29 | Portogallo (bandiera) | A     | Cintia Martins         |
| 47 | Italia (bandiera)     | C     | Flavia Lombardo        |
| 55 | Italia (bandiera)     | D     | Chiara Ripamonti       |

## Calciomercato

### Sessione estiva
| Acquisti | Acquisti                      | Acquisti   | Acquisti |
| R.       | Nome                          | da         | Modalità |
| -------- | ----------------------------- | ---------- | -------- |
| P        | Viola Bartalini               | Fiorentina | prestito |
| D        | Kaja Eržen                    | Fiorentina | [ 4 ]    |
| C        | Stephanie Breitner            | Napoli     | [ 5 ]    |
| C        | Virginia Di Giammarino        | Napoli     | [ 6 ]    |
| C        | Lucia Pastrenge               | Fiorentina | [ 7 ]    |
| C        | Laura Peruzzo                 | Parma      | [ 8 ]    |
| A        | Eleonora Ferraresi            | Juventus   | prestito |
| A        | Giada Pellegrino Cimò         | Roma       | prestito |
| A        | Cintia Rafaela Soares Martins | Roma       | prestito |

| Cessioni | Cessioni           | Cessioni | Cessioni      |
| R.       | Nome               | a        | Modalità      |
| -------- | ------------------ | -------- | ------------- |
| D        | Ilaria Capitanelli | Brescia  | [ 13 ]        |
| D        | Martina Santoro    |          | ritiro        |
| D        | Carola Zannini     | Roma     | fine prestito |
| C        | Giulia Fusar Poli  | Bologna  | [ 15 ]        |
| A        | Tatiana Bonetti    |          | svincolata    |
| A        | Giuseppina Moraca  |          | svincolata    |

## Risultati

### Serie A

#### Girone di andata
| Milano 5 ottobre 2025, ore --:-- CEST 1ª giornata | Inter | – | Ternana | Arena Civica |

| 12 ottobre 2025, ore --:-- CEST 2ª giornata | Ternana | – | Napoli |  |

| 18-19 ottobre 2025, ore --:-- CEST 3ª giornata | Genoa | – | Ternana |  |

| Vinovo 2 novembre 2025, ore --:-- CET 4ª giornata | Juventus | – | Ternana | Juventus Training Center |

| 9 novembre 2025, ore --:-- CET 5ª giornata | Ternana | – | Como |  |

| Sassuolo 16 novembre 2025, ore --:-- CET 6ª giornata | Sassuolo | – | Ternana | Stadio Enzo Ricci |

| 23 novembre 2025, ore --:-- CET 7ª giornata | Ternana | – | Parma |  |

| Bagno a Ripoli 7 dicembre 2025, ore --:-- CET 8ª giornata | Fiorentina | – | Ternana | Stadio Curva Fiesole - Viola Park |

| 14 dicembre 2025, ore --:-- CET 9ª giornata | Ternana | – | Roma |  |

| 18 gennaio 2026, ore --:-- CET 10ª giornata | Ternana | – | Lazio |  |

| Milano 25 gennaio 2026, ore --:-- CET 11ª giornata | Milan | – | Ternana | Centro sportivo Vismara |

#### Girone di ritorno
| 1º febbraio 2026, ore --:-- CET 12ª giornata | Ternana | – | Inter |  |

| Cercola 8 febbraio 2026, ore --:-- CET 13ª giornata | Napoli | – | Ternana | Stadio Giuseppe Piccolo |

| 15 febbraio 2026, ore --:-- CET 14ª giornata | Ternana | – | Genoa |  |

| 22 febbraio 2026, ore --:-- CET 15ª giornata | Ternana | – | Juventus |  |

| Seregno 15 marzo 2026, ore --:-- CET 16ª giornata | Como | – | Ternana | Stadio Ferruccio |

| 22 marzo 2026, ore --:-- CET 17ª giornata | Ternana | – | Sassuolo |  |

| Parma 4 aprile 2026, ore --:-- CET 18ª giornata | Parma | – | Ternana |  |

| 26 aprile 2026, ore --:-- CET 19ª giornata | Ternana | – | Fiorentina |  |

| Roma 3 maggio 2026, ore --:-- CET 20ª giornata | Roma | – | Ternana | Stadio Tre Fontane |

| Formello 10 maggio 2026, ore --:-- CET 21ª giornata | Lazio | – | Ternana | Stadio Mirko Fersini |

| 17 maggio 2026, ore --:-- CEST 22ª giornata | Ternana | – | Milan |  |

### Coppa Italia
| 20-21 settembre 2025, ore --:-- CEST Primo turno | ? | – | Ternana |  |

### Serie A Women's Cup

#### Fase a gironi
| Narni 22 agosto 2025, ore 18:30 CEST 1ª giornata | Ternana | – | Roma | Stadio Moreno Gubbiotti |

| 6-7 settembre 2025, ore --:-- CEST 2ª giornata | Sassuolo | – | Ternana |  |

| 13-14 settembre 2025, ore --:-- CEST 3ª giornata | Milan | – | Ternana |  |

## Statistiche

### Statistiche di squadra
| Competizione        | Punti | In casa | In casa | In casa | In casa | In casa | In casa | In trasferta | In trasferta | In trasferta | In trasferta | In trasferta | In trasferta | Totale | Totale | Totale | Totale | Totale | Totale | DR |
| Competizione        | Punti | G       | V       | N       | P       | Gf      | Gs      | G            | V            | N            | P            | Gf           | Gs           | G      | V      | N      | P      | Gf     | Gs     | DR |
| ------------------- | ----- | ------- | ------- | ------- | ------- | ------- | ------- | ------------ | ------------ | ------------ | ------------ | ------------ | ------------ | ------ | ------ | ------ | ------ | ------ | ------ | -- |
| Serie A             | -     | .       | .       | .       | .       | .       | .       | .            | .            | .            | .            | .            | .            | .      | .      | .      | .      | .      | .      | .  |
| Coppa Italia        | -     | .       | .       | .       | .       | .       | .       | .            | .            | .            | .            | .            | .            | .      | .      | .      | .      | .      | .      | .  |
| Serie A Women's Cup | -     | -       | -       | -       | -       | -       | -       | -            | -            | -            | -            | -            | -            | -      | -      | -      | -      | -      | -      | -  |
| Totale              | -     | .       | .       | .       | .       | .       | .       | .            | .            | .            | .            | .            | .            | .      | .      | .      | .      | .      | .      | .  |

### Andamento in campionato
| Giornata  | 1 | 2 | 3 | 4 | 5 | 6 | 7 | 8 | 9 | 10 | 11 | 12 | 13 | 14 | 15 | 16 | 17 | 18 | 19 | 20 | 21 | 22 |
| --------- | - | - | - | - | - | - | - | - | - | -- | -- | -- | -- | -- | -- | -- | -- | -- | -- | -- | -- | -- |
| Luogo     | T | C | T | T | C | T | C | T | C | C  | T  | C  | T  | C  | C  | T  | C  | T  | C  | T  | T  | C  |
| Risultato |   |   |   |   |   |   |   |   |   |    |    |    |    |    |    |    |    |    |    |    |    |    |
| Posizione |   |   |   |   |   |   |   |   |   |    |    |    |    |    |    |    |    |    |    |    |    |    |

Legenda:

Luogo: C = Casa; T = Trasferta. Risultato: V = Vittoria; N = Pareggio; P = Sconfitta.

### Statistiche delle giocatrici
| Giocatore          | Serie A  | Serie A | Serie A     | Serie A    | Coppa Italia | Coppa Italia | Coppa Italia | Coppa Italia | Serie A Women's Cup | Serie A Women's Cup | Serie A Women's Cup | Serie A Women's Cup | Totale   | Totale | Totale      | Totale     |
| Giocatore          | Presenze | Reti    | Ammonizioni | Espulsioni | Presenze     | Reti         | Ammonizioni  | Espulsioni   | Presenze            | Reti                | Ammonizioni         | Espulsioni          | Presenze | Reti   | Ammonizioni | Espulsioni |
| ------------------ | -------- | ------- | ----------- | ---------- | ------------ | ------------ | ------------ | ------------ | ------------------- | ------------------- | ------------------- | ------------------- | -------- | ------ | ----------- | ---------- |
| V. Bartalini       | -        | -       | -           | -          | -            | -            | -            | -            | -                   | -                   | -                   | -                   | -        | -      | -           | -          |
| E. Battistini      | -        | -       | -           | -          | -            | -            | -            | -            | -                   | -                   | -                   | -                   | -        | -      | -           | -          |
| N. Bianconi        | -        | -       | -           | -          | -            | -            | -            | -            | -                   | -                   | -                   | -                   | -        | -      | -           | -          |
| S. Breitner        | -        | -       | -           | -          | -            | -            | -            | -            | -                   | -                   | -                   | -                   | -        | -      | -           | -          |
| G. Ciccioli        | -        | -       | -           | -          | -            | -            | -            | -            | -                   | -                   | -                   | -                   | -        | -      | -           | -          |
| C. Ciccotti        | -        | -       | -           | -          | -            | -            | -            | -            | -                   | -                   | -                   | -                   | -        | -      | -           | -          |
| H. Corrado         | -        | -       | -           | -          | -            | -            | -            | -            | -                   | -                   | -                   | -                   | -        | -      | -           | -          |
| V. Di Giammarino   | -        | -       | -           | -          | -            | -            | -            | -            | -                   | -                   | -                   | -                   | -        | -      | -           | -          |
| K. Eržen           | -        | -       | -           | -          | -            | -            | -            | -            | -                   | -                   | -                   | -                   | -        | -      | -           | -          |
| E. Ferraresi       | -        | -       | -           | -          | -            | -            | -            | -            | -                   | -                   | -                   | -                   | -        | -      | -           | -          |
| K. Ghioc           | -        | -       | -           | -          | -            | -            | -            | -            | -                   | -                   | -                   | -                   | -        | -      | -           | -          |
| A. Gomes           | -        | -       | -           | -          | -            | -            | -            | -            | -                   | -                   | -                   | -                   | -        | -      | -           | -          |
| C. Labate          | -        | -       | -           | -          | -            | -            | -            | -            | -                   | -                   | -                   | -                   | -        | -      | -           | -          |
| F. Lombardo        | -        | -       | -           | -          | -            | -            | -            | -            | -                   | -                   | -                   | -                   | -        | -      | -           | -          |
| C. Martins         | -        | -       | -           | -          | -            | -            | -            | -            | -                   | -                   | -                   | -                   | -        | -      | -           | -          |
| M. Massimino       | -        | -       | -           | -          | -            | -            | -            | -            | -                   | -                   | -                   | -                   | -        | -      | -           | -          |
| E. Pacioni         | -        | -       | -           | -          | -            | -            | -            | -            | -                   | -                   | -                   | -                   | -        | -      | -           | -          |
| L. Pastrenge       | -        | -       | -           | -          | -            | -            | -            | -            | -                   | -                   | -                   | -                   | -        | -      | -           | -          |
| G. Pellegrino Cimò | -        | -       | -           | -          | -            | -            | -            | -            | -                   | -                   | -                   | -                   | -        | -      | -           | -          |
| L. Peruzzo         | -        | -       | -           | -          | -            | -            | -            | -            | -                   | -                   | -                   | -                   | -        | -      | -           | -          |
| M.G. Petrara       | -        | -       | -           | -          | -            | -            | -            | -            | -                   | -                   | -                   | -                   | -        | -      | -           | -          |
| V. Pirone          | -        | -       | -           | -          | -            | -            | -            | -            | -                   | -                   | -                   | -                   | -        | -      | -           | -          |
| M. Porcarelli      | -        | -       | -           | -          | -            | -            | -            | -            | -                   | -                   | -                   | -                   | -        | -      | -           | -          |
| F. Quazzico        | -        | -       | -           | -          | -            | -            | -            | -            | -                   | -                   | -                   | -                   | -        | -      | -           | -          |
| A. Regazzoli       | -        | -       | -           | -          | -            | -            | -            | -            | -                   | -                   | -                   | -                   | -        | -      | -           | -          |
| C. Ripamonti       | -        | -       | -           | -          | -            | -            | -            | -            | -                   | -                   | -                   | -                   | -        | -      | -           | -          |
| E. Sacco           | -        | -       | -           | -          | -            | -            | -            | -            | -                   | -                   | -                   | -                   | -        | -      | -           | -          |
| C. Vigliucci       | -        | -       | -           | -          | -            | -            | -            | -            | -                   | -                   | -                   | -                   | -        | -      | -           | -          |